# استروئیتل
شهر استروئیتل (به روسی: Строитель) در کشور روسیه و در اوبلاست بلگورود واقع شده‌است.